# Albatros D.XI
Albatros D.XI byl německý jednomístný stíhací dvouplošník vyrobený během první světové války u firmy Albatros Flugzeugwerke, Johannisthal, Berlín, pouze ve dvou prototypech jako experimentální.
Letoun, jehož zálet proběhl v únoru 1918, byl prvním strojem od firmy Albatros poháněným rotačním motorem. Firma použila motor Siemens-Halske Sh III o výkonu 160 k (119 kW), u prvního prototypu s čtyřlistou vrtulí, u druhého pak s dvoulistou.
Neobvykle řešená křídla měla nestejné rozpětí (horní větší než dolní) a byla spojena vzpěrami ve tvaru „I“ s aerodynamickým zakončením přiléhajícím k profilu křídel. Další diagonální vzpěry spojovaly dolní křídlo s horní částí trupu. Použitá velká vrtule si vyžádala nezvykle vysoký hlavní podvozek. Letoun byl podobně jako jiné stíhačky Albatros vyzbrojen dvěma synchronizovanými kulomety LMG 08/15 (Spandau) ráže 7,92 mm.
Stroj se zúčastnil druhého konkursu na německá stíhací letadla v Adlershofu, který se konal od 27. května do 21. června 1918. 10. června však při přistání zkušební pilot Albatrosu Henkel s letounem havaroval. D.XI byl přizván rovněž k třetí soutěži stíhacích letadel v říjnu 1918, kde na stroji létal frontový pilot poručík E. Möhnicke.
Příkaz k sériové výrobě nebyl vydán.
Jeden ze dvou Albatrosů D.XI přežil do ledna 1920, pak byl podle požadavků Spojenců zničen.

## Specifikace

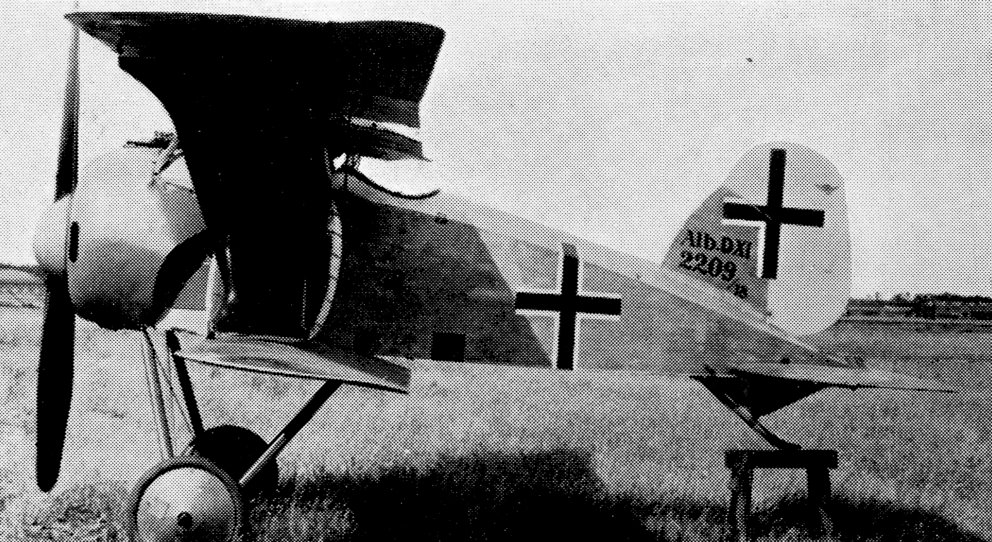
Druhý prototyp letounu Albatros D.XI (2209/18)

### Technické údaje
- Osádka: 1
- Rozpětí: 8,00 m
- Délka: 5,58 m
- Výška: 2,87 m
- Nosná plocha: 18,50 m²
- Hmotnost prázdného letounu: 494 kg
- Max. vzletová hmotnost: 689 kg
- Pohonná jednotka:  1 × birotační jedenáctiválec Siemens-Halske Sh.III
- Výkon: 118 kW

### Výkony
- Maximální rychlost: 190 km/h
- Dostup: 7925 m
- Stoupavost: m/min
- Vytrvalost: 1,5 h

### Výzbroj
- 2 × synchronizovaný kulomet LMG 08/15 (Spandau) ráže 7,92 mm